# テル・レイラン

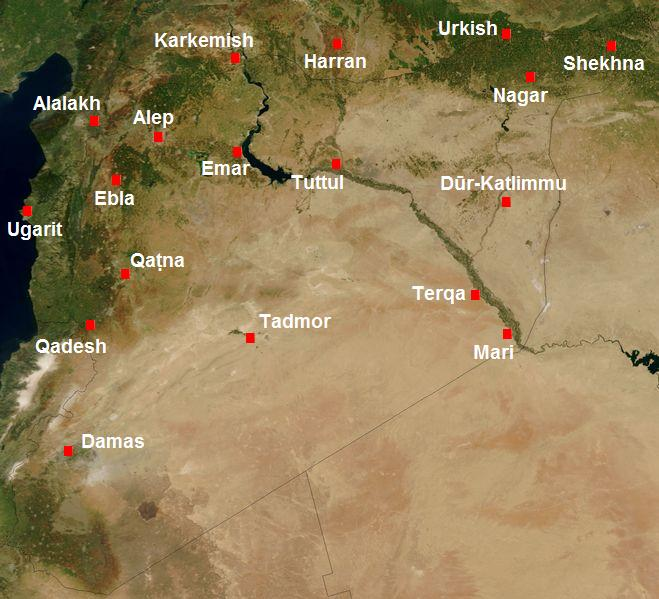
紀元前2千年紀ごろのシリア・メソポタミア周辺地図。テル・レイランは図の右上の「シェフナ」（Shekhna）と書かれた場所にある

テル・レイラン（Tell Leilan）は現在のシリア北東部にあるメソポタミア文明の都市国家遺跡。古代にはシェフナ（Shekhna）と呼ばれており、後にアッシリアの都シュバト・エンリル（Shubat-Enlil、Šubat-Enlil）が置かれた。遺跡はハブール川流域の平原にあり、ヤラ川（Jarrah）という涸れ川（ワジ）に面している。1978年、考古学者ハーヴェイ・ワイス（Harvey Weiss）により発見された。

## テル・レイランの初期の歴史
この遺丘にあった街は紀元前5000年頃の小さな農村に遡り、アッカド帝国の大都市シェフナへと成長していった。しかしこの後の時代の3フィート（90cm）ほどの堆積物の層には人間の居住の痕跡が見られず、これはアッカド帝国の後期に北メソポタミア一帯が放棄された原因や、アッカド帝国の凋落の原因を探る糸口を与えてくれる。紀元前2200年ごろに大きな旱魃が起き、その規模は地中の虫などの生き物すら生きられないほどのものであった。これは気候変動が文明の盛衰に影響を与えた最古の例とみられる。

## アッシリアの王都シュバト・エンリル
アッシリア王シャムシ・アダド1世（紀元前1813年 - 紀元前1781年）が北メソポタミア一帯を征服したことにより、放棄されていたシェフナは再生した。シャムシ・アダド1世はこの地の農業生産力の豊かさに可能性を見出し、シェフナに自らの王国の首都を築いた。シェフナという地名は、アッカド語で「エンリル神の住まい」を意味するシュバト・エンリル（Shubat-Enlil、Šubat-Enlil）に改められた。街には王宮が築かれ、市門からまっすぐな舗装道路が神殿のあるアクロポリスに向かって伸びていた。また都市計画によって住宅地区が設けられ、街は完全に城壁で囲まれた。面積はおよそ90ヘクタールはあった。
シュバト・エンリルは、最盛期の人口は2万人を数えたとみられる。バビロンの王サムス・イルナが紀元前1726年に略奪をおこなうまでは繁栄したが、その後は栄華を取り戻すことはなく、ミタンニ王国に属するフルリ人の地方都市となった。

## 発掘
テル・レイランの遺丘は、イェール大学の考古学者などからなるアメリカの調査隊によって発掘された。1979年にハーヴェイ・ワイスの指揮のもと調査が始まり、以後研究は継続されている。テル・レイランのもっとも重要な発見は、街の支配者が文書庫に集めていた楔形文字の粘土板文書1100枚であった。この文書は紀元前18世紀に遡り、メソポタミアの他の都市国家との取引が記録されているほか、市の行政がどのように行われていたかが読み取れる。